# 中腎傍管
中腎傍管（英: paramesonephric ducts）またはミュラー管（英: Müllerian ducts）とは発生途中、両側にできる管で女性の卵管や子宮や膣の上半分のもとになる。尿生殖堤（尿生殖隆起）の側面を走っており、ミュラー丘で終わる。中腎傍管は中胚葉（中間中胚葉）由来である。

## 発達

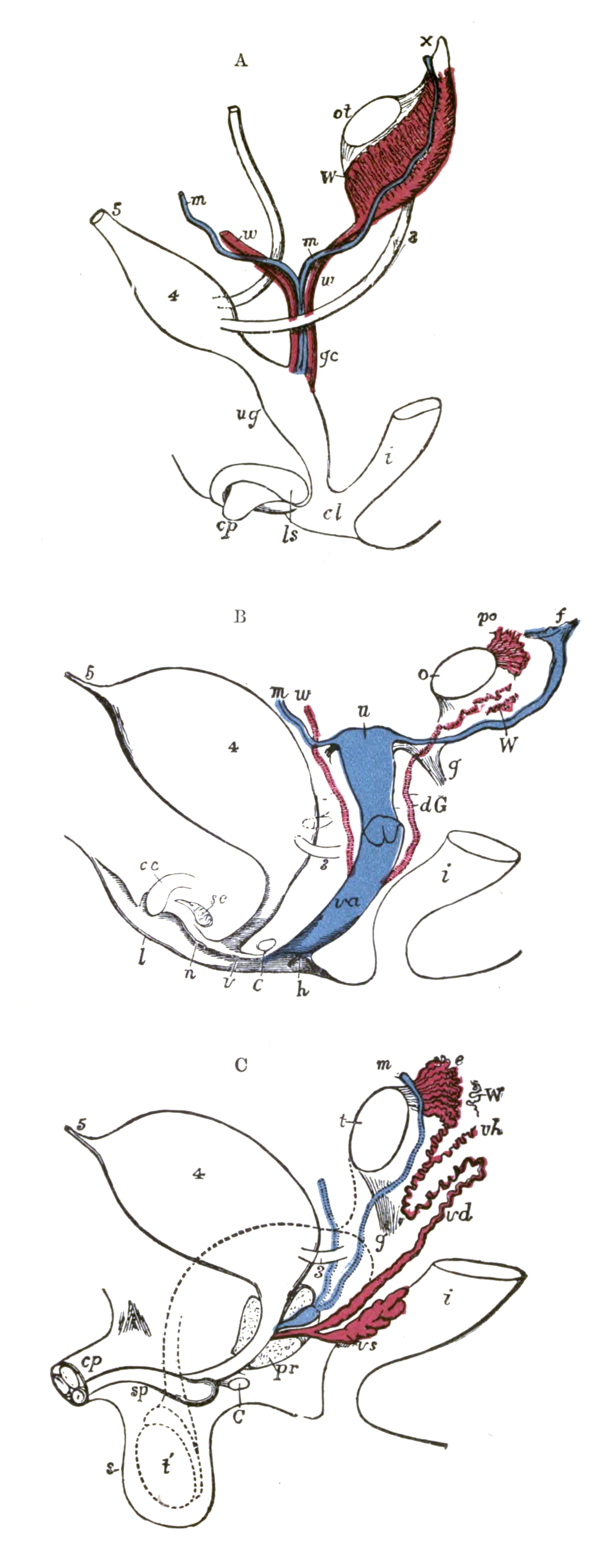
中腎傍管（青色）は女性では発達し（中図）、男性では退縮する（下図）。

中腎傍管（ミュラー管）は尿生殖堤の上皮の前側面が縦方向に陥入することでできる。頭部方向では管は腹腔にむけて煙突状に開いている。中腎傍管は男女両方の胚に生じるが女性だけが第一次性徴で生殖器として発達する。一方男性では、第一次性徴で中腎管（ウォルフ管）が生殖器として発達する。
女性では、中腎管の前で左右の管が接近しあい癒合してY字状になる。この癒合したところが子宮と膣の一部になり、上部の2叉に分かれたところが卵管となる。一方男性では退縮し、精巣垂などで痕跡的に見られる程度である。

### 発達の調節
中腎傍管の発達はセルトリ細胞が分泌する抗ミュラー管ホルモン（Anti-müllerian hormone；AMH）によって調節される。このホルモンをコードする遺伝子のプロモーター領域に結合するのがSOX9であるがこれはSRYにより支配されている。また、SRYはSF-1も活性化し、SF-1はSOX9と共同してAMHの転写レベルを上昇させる。すなわち、SRYが発現すると抗ミュラー管ホルモンができ中腎傍管が退縮し、中腎管（ウォルフ管）が発達するようになる。一方、このホルモンがないと中腎傍管が発達することになる。
|      | 概要                                                              | 関連疾患                                                   | 成体における器官                             |
| ---- | ----------------------------------------------------------------- | ---------------------------------------------------------- | -------------------------------------------- |
| 男性 | 精巣のセルトリ細胞が産生するAMHにより中腎傍管の発達が抑制される。 | ミュラー管遺残症候群                                       | 前立腺小室と精巣垂を残して中腎傍管は退縮する |
| 女性 | AMHがないために子宮などの女性生殖器が発達する                     | 子宮無形成や異常な子宮（重複子宮や双角子宮・単角子宮など） | 中腎傍管は卵管と子宮と上半分の膣になる       |

## ミュラー管の奇形
ミュラー管の奇形にはさまざまな程度のものが存在するが、奇形に関する合併症では月経モリミナや不妊症、不育症が見られる。斜中隔を合併した重複子宮や副角非交通性単角子宮では月経血が排出できず溜まり下腹部痛を起こす月経モリミナを生じ、中隔子宮では不妊症・不育症を呈する。卵巣はあるが膣・子宮がほとんどない先天的疾患としてはミュラー管無発生が知られている。

## 名前の由来
中腎傍管はミュラー管とも呼ばれるが、これはドイツの生理学者であったヨハネス・ペーター・ミュラーが1830年に自身の著作である"Bildungsgeschichte der Genitalien"で記述したことによる。

## 画像

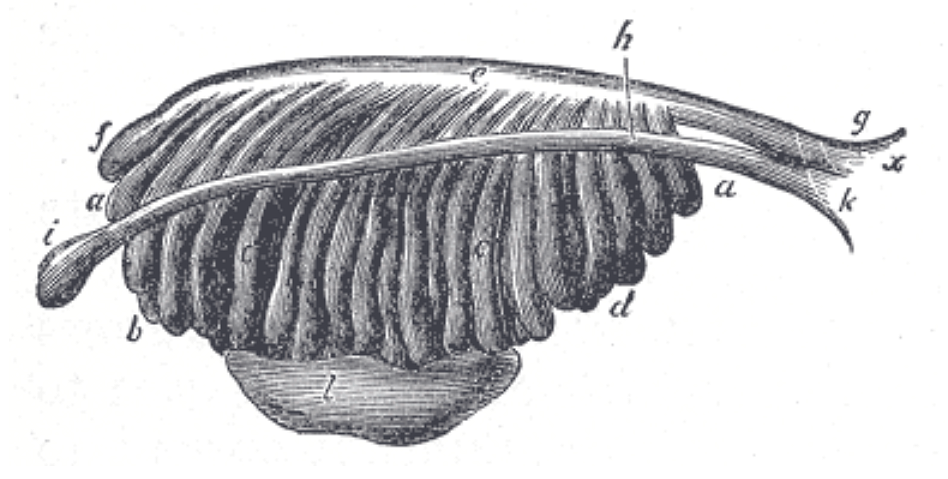
性分化が確立する前の左中腎の拡大図
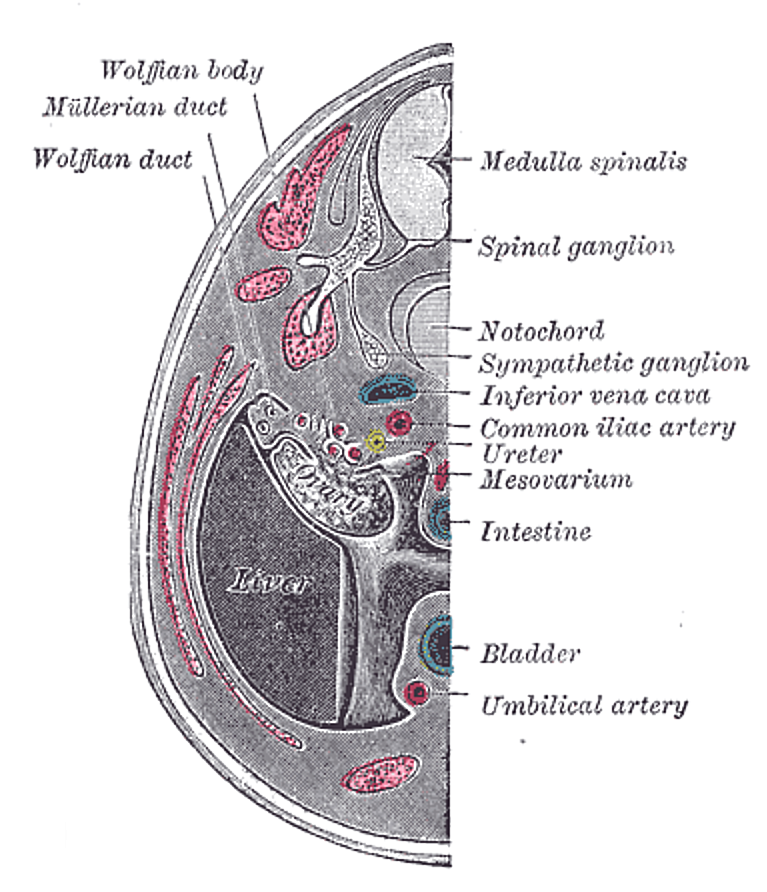
ヒトの8周半の胚の横断面